# Elgéphone
En 1910, Léon Gaumont développe l’elgéphone (LG étant les initiales de Léon Gaumont), un système de son sur disque pour assurer une bonne portée des voix et de la musique dans les grandes salles (les haut-parleurs n'existent pas encore). En effet, il vient d'acheter l'hippodrome de la Place Clichy, à Paris, pour y implanter une salle de cinéma, le Gaumont-Palace, avec près de 3 400 places au lancement et 6 000 spectateurs après quelques aménagements. La diffusion est confiée à deux larges pavillons métalliques fonctionnant à l'air comprimé, dans une double machine appelée Chronomégaphone (deux lecteurs de disques elgéphone équipés chacun d'un grand pavillon) qui accompagnent la présentation d'un film par un appareil de projection traditionnel (muet). Le son est synchronisé avec l'image en faisant démarrer simultanément le disque et le projecteur. La synchronisation n'est pas parfaite et de nombreux incidents émaillent les projections ainsi sonorisées, mais le système est prévu pour projeter les phonoscènes que dirige Alice Guy, la première réalisatrice du cinéma, des bandes qui ne durent que quatre à cinq minutes, ce qui amoindrit les risques de désynchronisation. C'est grâce à ce dispositif qu'ont été conservées pour la postérité des prestations de chanteurs d’opéra et de chansonniers populaires filmés selon la méthode que l'on appellera plus tard le play-back. 

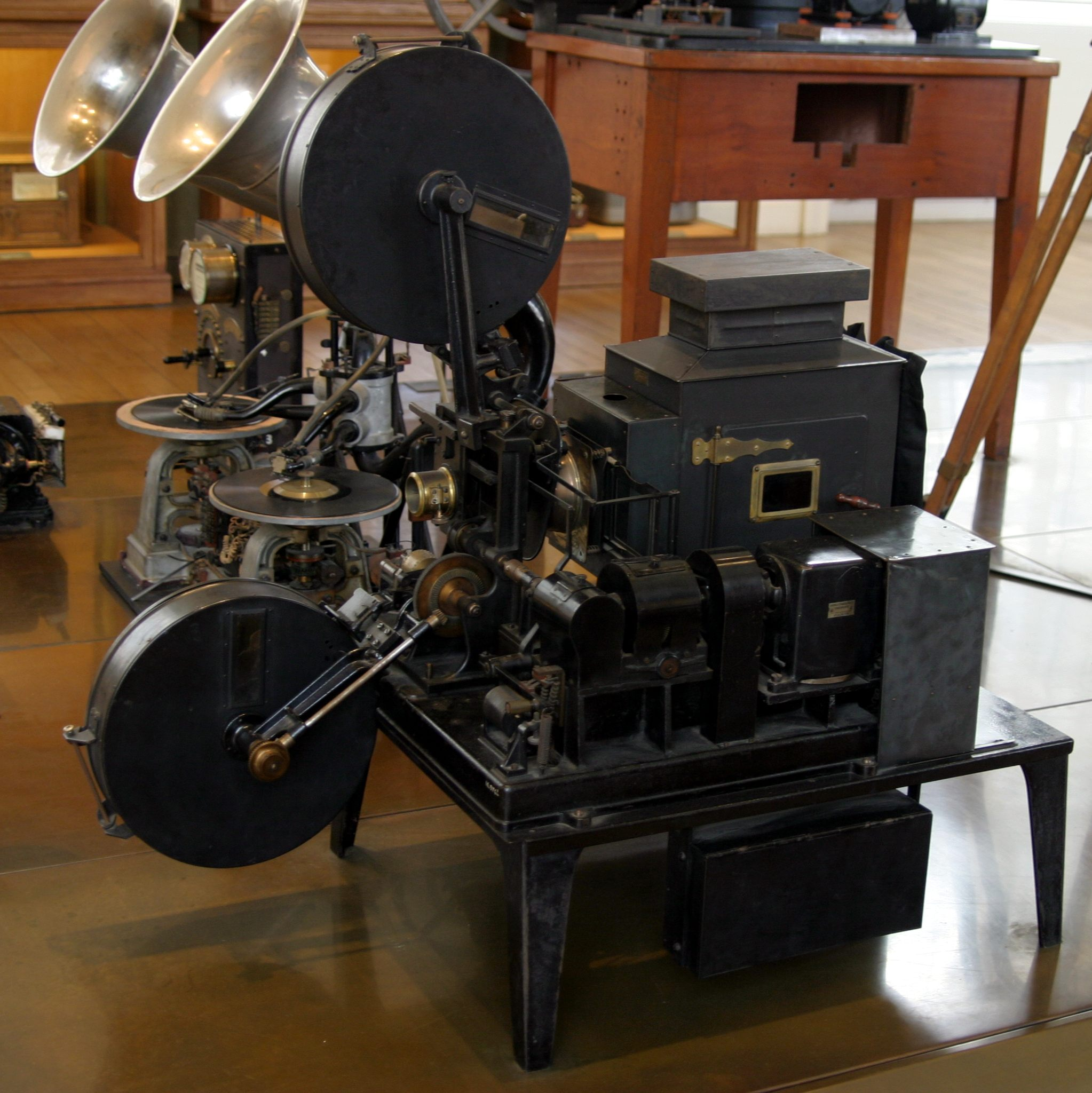
Projecteur Gaumont avec deux elgéphones au second plan.
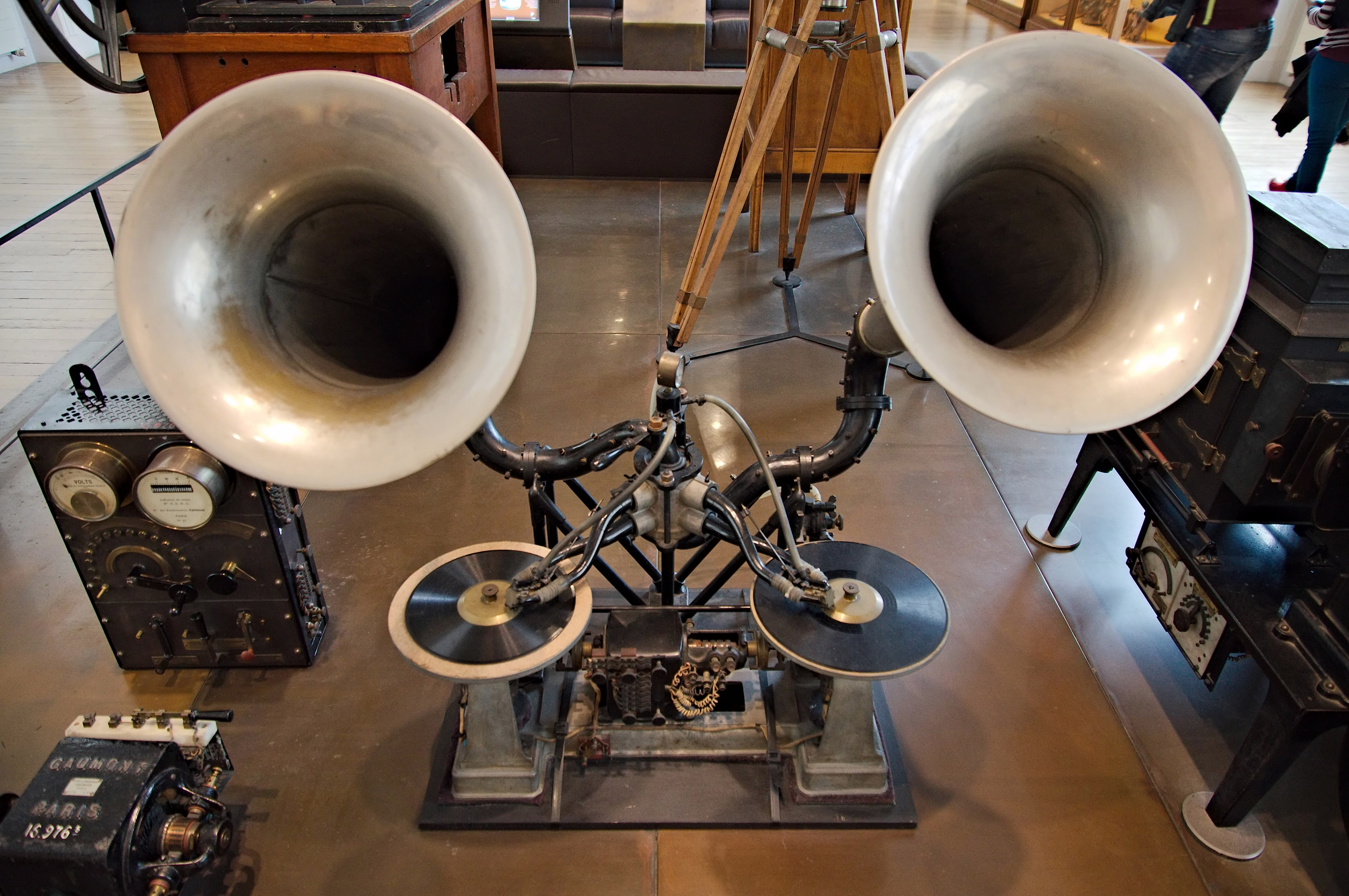
Pavillons du Chronophone de Léon Gaumont
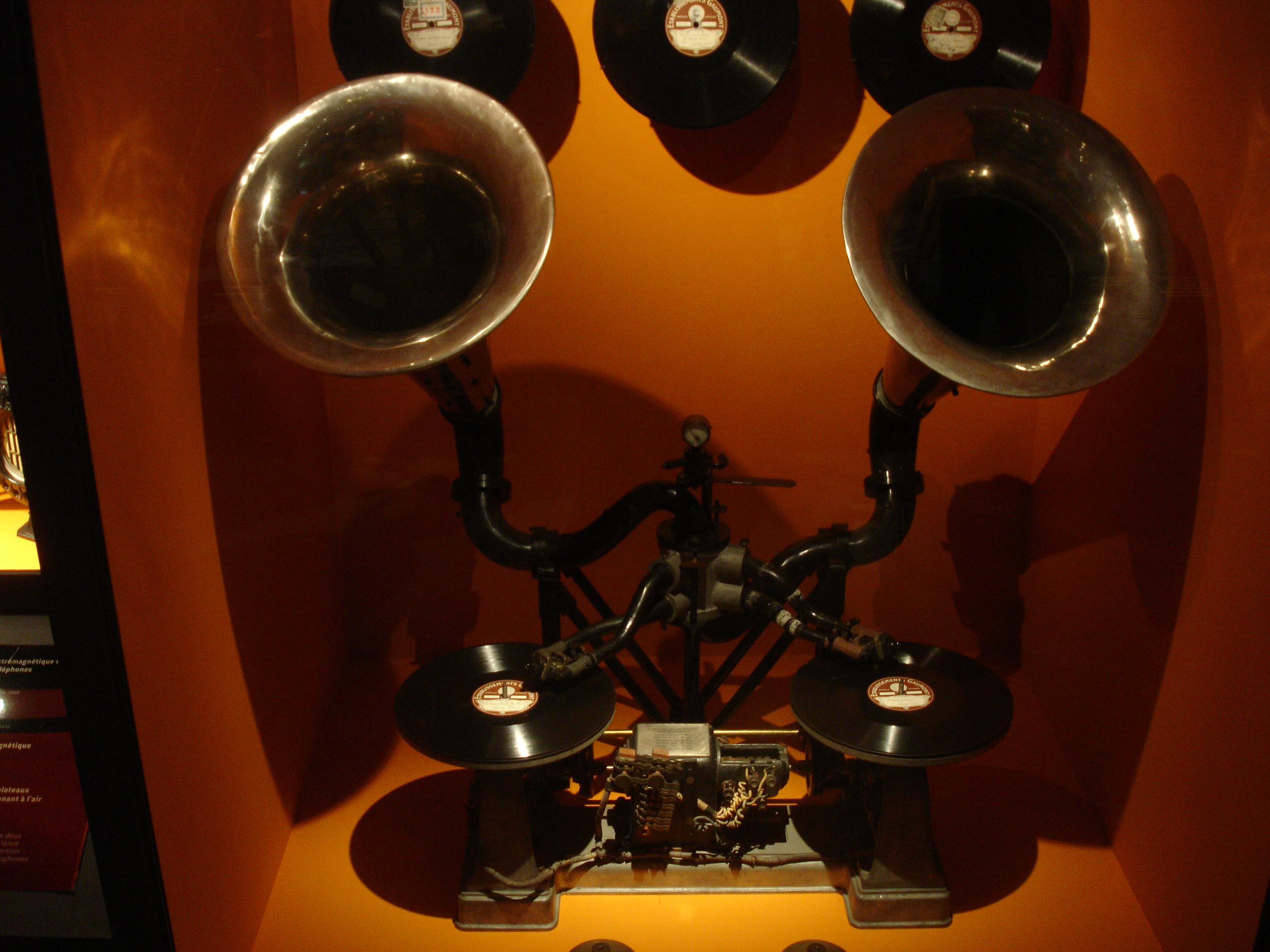
Chonomégaphone composé de deux elgéphones